# Spektroskopia jądrowego rezonansu kwadrupolowego
Spektroskopia jądrowego rezonansu kwadrupolowego (NQR) – metoda spektroskopowa oparta na obserwacji absorpcji promieniowania elektromagnetycznego podczas zmian orientacji spinów jąder kwadrupolowych (o spinie większym niż 1/2, czyli takich jak 14N, 35Cl lub 63Cu) znajdujących się w niejednorodnym wewnątrzmolekularnym polu elektrycznym. W przeciwieństwie do pokrewnej spektroskopii NMR, spektroskopia NQR nie wymaga zatem obecności pola zewnętrznego, a długość absorbowanej fali (przypadająca w zakresie fal radiowych) zależy od gradientu pola elektrycznego pochodzącego od cząsteczki, w której znajduje się jądro.